# Trevor Cahill
Pour les articles homonymes, voir Cahill.
 (juillet 2025).
Le contenu est difficilement compréhensible vu les erreurs de traduction, qui sont peut-être dues à l'utilisation d'un logiciel de traduction automatique.
Trevor Cahill (né le 1er mars 1988 à Oceanside, Californie, États-Unis) est un lanceur droitier de la Ligue majeure de baseball. 
Ce lanceur partant remporte la médaille de bronze aux Jeux olympiques de 2008 et fait ses débuts en Ligues majeures le 7 avril 2009. Il compte une sélection au match des étoiles (2010) comme représentant de sa première équipe, les Athletics d'Oakland. Il fait partie de l'équipe des Cubs de Chicago championne de la Série mondiale 2016.

## Carrière

### Athletics d'Oakland
Trevor Cahill joue au baseball pour son école secondaire, le Vista High School. Il est repêché au deuxième tour (66e choix) le 6 juin 2006 par les Athletics d'Oakland dès la fin de ses études secondaires. 
Il est membre de l'équipe des États-Unis olympique qui remporte la médaille de bronze à Pékin en 2008.

#### Saison 2009
Cahill fait ses débuts en ligues majeures le 7 avril 2009 comme lanceur partant. Il lance cinq manches. Après deux défaites concédées les 12 et 24 avril, Cahill enregistre son premier succès au plus haut niveau le 7 mai. Il termine sa saison recrue avec 10 victoires mais 13 défaites en 32 départs.

#### Saison 2010

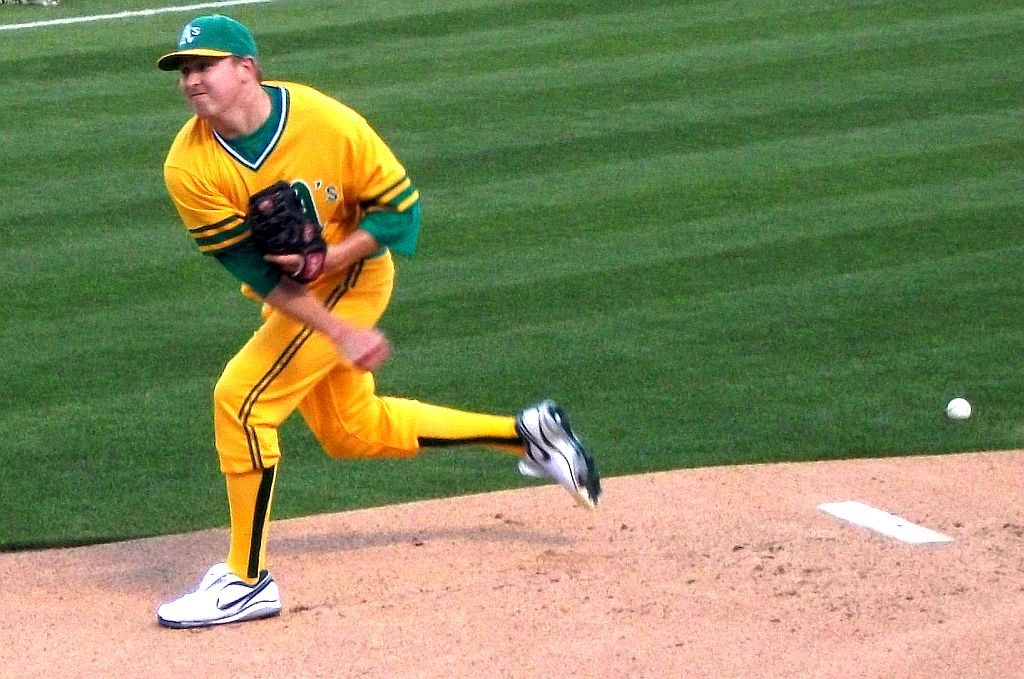
Trevor Cahill lors d'un match des A's d'Oakland en 2010, vêtu d'une réplique d'un uniforme des années 1970.

En 2010, Cahill mérite une première sélection au match des étoiles disputé à la mi-saison. Il termine l'année avec 18 victoires et seulement 8 défaites. Sa moyenne de points mérités de 2,97 en 196 manches et deux tiers lancées est la quatrième meilleure parmi les lanceurs de la Ligue américaine. À la fin de la saison, il obtient même quelques votes pour le trophée Cy Young du meilleur lanceur, terminant neuvième au scrutin.

#### Saison 2011
En 2011, il est ex aequo pour le plus grand nombre de départs par un lanceur partant dans le baseball majeur avec 34 et lance plus de 200 manches. Il remporte 12 victoires mais subit 14 défaites et sa moyenne de points mérités grimpe à 4,16.

### Diamondbacks de l'Arizona
Le 9 décembre 2011, les Athletics d'Oakland échangent Trevor Cahill et le lanceur gaucher Craig Breslow aux Diamondbacks de l'Arizona en retour de trois jeunes joueurs : les lanceurs droitiers Jarrod Parker et Ryan Cook et le voltigeur Collin Cowgill.
Cahill remporte 13 victoires contre 12 défaites en 32 départs à sa première saison en Arizona. Sa moyenne de points mérités se chiffre à 3,78 en exactement 200 manches lancées.
L'année suivante, en 2013, sa moyenne grimpe légèrement pour atteindre 3,99 en 26 matchs joués, dont 25 départs auxquels s'ajoute sa première présence en relève. Blessé à la hanche et à l'épaule, il rate plus de 6 semaines d'activité au milieu de l'été et ne lance finalement que 146 manches et deux tiers durant la saison. Il décroche 8 victoires et encaisse 10 défaites.
Cahill amorce la saison 2014 en accordant 18 points mérités à ses 4 premiers départs pour une moyenne de 9,17. Ceci lui vaut d'être rapidement relégué à l'enclos de relève. Les choses ne s'y améliorent pas et, au début juin, sa moyenne de points mérités s'élève à 5,66 en 41 manches de travail. Il est alors cédé au ballottage et, puisque son contrat de 30 autres millions de dollars garantis n'intéresse aucun des 29 autres clubs des majeures, il est cédé au niveau A des ligues mineures. Il revient chez les D-Backs en juillet et termine 2014 avec 3 victoires, 12 défaites et une moyenne de points mérités de 5,61 en 110 manches et deux tiers lancées lors de 17 départs et 15 présences en relève.

### Braves d'Atlanta
Le 2 avril 2015, Arizona échange Trevor Cahill et verse 6,5 millions de dollars aux Braves d'Atlanta en retour du voltigeur des ligues mineures Josh Elander. Après 3 départs, 12 présences en relève et 26 manches et un tiers lancées pour Atlanta, sa moyenne de points mérités s'élève à 7,52 et il a encaissé 3 défaites. Il est libéré par les Braves le 19 juin 2015.

### Cubs de Chicago
Le 18 août 2015, Cahill est mis sous contrat par les Cubs de Chicago. Il n'est utilisé que comme releveur et, en 11 sorties en fin de saison, il lance 17 manches et n'accorde que 4 points mérités pour une moyenne de 2,12. Il termine la saison régulière 2015 avec une moyenne de 5,40 en 43 manches et un tiers entre Atlanta et Chicago.
Cahill obtient avec les Cubs sa première chance de lancer en séries éliminatoires et s'acquitte bien de sa tâche comme lanceur de relève avec une moyenne de points mérités de 3,38 en 5 manches et un tiers lancées, avec une victoire sur les Cardinals de Saint-Louis et une défaite contre les Mets de New York.  
Devenu agent libre, Cahill signe le 14 décembre 2015 un contrat de 4,25 millions de dollars pour une saison chez les Cubs, une entente qui prévoit des primes pouvant lui valoir jusqu'à 7,5 millions et demi de dollars supplémentaires s'il est employé comme lanceur partant.
En 50 matchs des Cubs en 2016, tous sauf un comme releveur, Cahill maintient une moyenne de points mérités de 2,74 en 65 manches et deux tiers lancées. Ceci abaisse sa moyenne à 2,61 en 82 manches et deux tiers au total depuis son arrivée avec les Cubs. Il n'a pas la chance de jouer un seul match lors des éliminatoires qui suivent sa dernière année à Chicago, mais fait tout de même partie de l'équipe des Cubs championne de la Série mondiale 2016.

### Padres de San Diego
Le 20 janvier 2017, Cahill signe un contrat d'un an avec les Padres de San Diego.
San Diego l'utilise comme lanceur partant en 2017. En 11 départs et 61 manches lancées, Cahill présente une moyenne de points mérités de 3,69 avec 4 victoires et 3 défaites.

### Royals de Kansas City
Le 24 juillet 2017, les Padres de San Diego échangent Cahill, le lanceur droitier Brandon Maurer et le lanceur gaucher Ryan Butcher aux Royals de Kansas City en retour des lanceurs gauchers Travis Wood et Matt Strahm et du joueur de deuxième but Esteury Ruiz.

## Statistiques
| Saison | Équipe                | G   | GS  | CG | SHO | V  | D  | SV | IP     | SO   | ERA  |
| ------ | --------------------- | --- | --- | -- | --- | -- | -- | -- | ------ | ---- | ---- |
| 2009   | Oakland               | 32  | 32  | 0  | 0   | 10 | 13 | 0  | 178.2  | 90   | 4,63 |
| 2010   | Oakland               | 30  | 30  | 1  | 1   | 18 | 8  | 0  | 196.2  | 118  | 2,97 |
| 2011   | Oakland               | 34  | 34  | 0  | 0   | 12 | 14 | 0  | 207.2  | 147  | 4,16 |
| 2012   | Arizona               | 32  | 32  | 2  | 1   | 13 | 12 | 0  | 200.0  | 156  | 3,78 |
| 2013   | Arizona               | 26  | 25  | 0  | 0   | 8  | 10 | 0  | 146.2  | 102  | 3,99 |
| 2014   | Arizona               | 32  | 17  | 0  | 0   | 3  | 12 | 1  | 110.2  | 105  | 5,61 |
| 2015   | Arizona Chicago Cubs  | 26  | 3   | 0  | 0   | 1  | 3  | 0  | 43.1   | 36   | 5,40 |
| 2016   | Chicago Cubs          | 50  | 1   | 0  | 0   | 4  | 4  | 0  | 65.2   | 66   | 2,74 |
| 2017   | San Diego Kansas City | 21  | 14  | 0  | 0   | 4  | 3  | 0  | 84.0   | 87   | 4,93 |
| 2018   | Oakland               | 21  | 20  | 0  | 0   | 7  | 4  | 0  | 110.0  | 100  | 3,76 |
| Totaux | Totaux                | 304 | 208 | 3  | 2   | 80 | 83 | 1  | 1343.1 | 1007 | 4,08 |

Note : G = Matches joués ; GS = Matches comme lanceur partant ; CG = Matches complets ; SHO = Blanchissages ; 
V = Victoires ; D = Défaites ; SV = Sauvetages ; IP = Manches lancées ; SO = Retraits sur des prises ; ERA = Moyenne de points mérités.